# بامبوتی
بامبوتی (به لاتین: Bambouti) یک منطقهٔ مسکونی در جمهوری آفریقای مرکزی است که در هاوت امبومو واقع شده‌است.